# Кошу-Мару (2612)
Кошу-Мару (2612) — транспортне судно, яке під час Другої світової війни брало участь у операціях японських збройних сил на Тихому океані.
Судно спорудили як «Тейшу-Мару» в 1937 році на верфі Uraga Dock в корейському Інчхоні для компанії Chosen Yusen. В 1941-му власником стала Chosen Yusen–Tyosen Yusen, при цьому судно перейменували на «Кошу-Мару».
В жовтні 1943-го судно реквізували для потреб Імперського флоту Японії.
2 серпня 1944-го «Кошу-Мару» вийшло в конвої з Батавії (наразі Джакарта). На борту судна перебувало понад 2 тисячі пасажирів, з яких 1,5 тисячі належали до загону яванських працівників, що мав зайнятись ремонтом аеродрому в Макассарі (південно-західний півострів острова Сулавесі). За три години після опівночі 4 серпня в південній частині Макассарської протоки конвой виявив радаром американський підводний човен USS Ray. Ще за годину субмарина дала залп із чотирьох торпед, одразу три з яких уразили «Кошу-Мару», що затонуло за дві хвилини. Загинуло 28 членів екіпажу, 1239 працівників та ще 273 пасажира.